# Sibbergrubbe
De Sibbergrubbe is een holle weg in het zuiden van de Nederlandse provincie Limburg tussen de plaatsen Valkenburg en Sibbe. De ca. 2 km lange Sibbergrubbe is in het Limburgse Heuvelland een matig steile helling, die vooral bij wielrenners bekendheid geniet.

## Ligging
De Sibbergrubbe ligt aan de zuidoostkant van Valkenburg en vormt aan deze zijde de laatste bebouwing. De weg begint vrij vlak bij de T-splitsing met de straten Neerhem en Oud Valkenburgerweg. Buiten de bebouwde kom van Valkenburg stijgt de weg meteen vrij sterk, met een aantal scherpe bochten. Hier neemt de weg het profiel aan van een typische holle weg, een grubbe met aan weerszijden metershoge bermen met dichte hellingbossen. Bovenaan de helling gaat de weg over in de Bergstraat, onderdeel van de bebouwde kom van Sibbe. In deze overgang zit een overdwarse geul, die gemaakt is om regenwater dat naar beneden stroomt, af te leiden naar een opvangbassin.
Ten oosten van de Sibbergrubbe ligt het Biebosch, ten westen ligt de Heunsberg. Op de helling van de Heunsberg bevindt zich het Sprookjesbos Valkenburg. Langs de Sibbergrubbe bevinden zich diverse cultuurhistorisch waardevolle objecten, zoals de Kalkoven Biebosch, de Vallenberggroeve, de Sibbergroeve en een archeologische vindplaats van prehistorische vuursteenwinning.

## Wielrennen
De helling is meermaals opgenomen in de wielerklassieker Amstel Gold Race. De klim wordt dan tweemaal bedwongen, als vijfde klim na de Bergseweg en voor de Cauberg en als twintigste klim tussen Vrakelberg en Cauberg. Opvallend aan deze klim is dat het percentage over de gehele lengte vrij constant is. In de laatste fase van de Amstel Gold Race vormde de Sibbergrubbe in het sommige edities de afdaling naar Valkenburg, vlak voor de finish op de Cauberg. Dit is ook in het verleden op NK’s geweest, zoals in 1949.

## Groeves
In of nabij de Sibbergrubbe bevinden zich meerdere hoofdzakelijk ondergrondse kalksteengroeves, waaronder:
- Vuursteenmijnen Biebosch
- Sibbergroeve
- Fleschenberggroeve
- Groeve het Nullelokske
- Groeve het Paulusbergske
- Groeve het Kornelsbergske
- Groeve Lemmekenskoel
- Groeve achter Lemmekenskoel
- Groeve in de Grindkuil (IJzeren Koeweg)
- Groeve aan de Heide (IJzeren Koeweg)
- Heiberggroeve (IJzeren Koeweg)
- Sint-Jansboschheidegroeve (IJzeren Koeweg)
- Sansovet (IJzeren Koeweg)
- Canadasbergske (IJzeren Koeweg)
- Ingvarsputje (IJzeren Koeweg)
- Groeve van de Verdwenen Honden (IJzeren Koeweg)
- Vallenberggroeve
- Bieboschgroeve
- Beckersbergske
- Groeve naast Beckersbergske